# Breza
Breza (v srbské cyrilici Бреза) je město v Bosně a Hercegovině, v Zenicko-dobojském kantonu Federace Bosny a Hercegoviny. Rozkládá se ve střední Bosně, v údolí řeky Stavnja, nedaleko jejího ústí do řeky Bosny. Obyvatelstvo Brezy je převážně bosňácké národnosti; v roce 2013 bylo ve sčítání lidu napočítáno v městě Breza 3 125 obyvatel.
Městem prochází železniční trať Podlugovi–Droškovac, rovněž i silniční tah ve směru z města Vareš do metropole Bosny Sarajeva.
V blízkosti Brezy se nachází archeologická lokalita Kamenjača s pozůstatky římských objektů. Mezi některé z nich patří např. pozdně antická bazilika.
Jižně od města se nachází důl na černé uhlí, který provozuje dvě podzemní šachty. Je napojen na nedalekou železniční trať, v provozu je již od roku 1907.